# Psychotria sauvallei
Psychotria sauvallei är en måreväxtart som beskrevs av Ignatz Urban. Psychotria sauvallei ingår i släktet Psychotria och familjen måreväxter. Inga underarter finns listade i Catalogue of Life.